# Bandeira de Santa Catarina
A bandeira do Estado de Santa Catarina é um dos símbolos oficiais do estado brasileiro de Santa Catarina, conforme o artigo 3º da constituição estadual e artigo 3º da lei nº 17.308, de 6 de novembro de 2017.

## História

Bandeira de Santa Catarina, utilizada entre 15 de agosto de 1895 e 10 de novembro de 1937

Foi instituída inicialmente pela lei nº 126 de 15 de agosto de 1895, a mesma lei que instituiu o brasão do estado de Santa Catarina durante o governo de Hercílio Luz, e tinha como autor José Artur Boiteux.
Pelo artigo 3º daquela lei, a bandeira de Santa Catarina era composta de faixas brancas e vermelhas dispostas horizontalmente em número igual ao das comarcas do Estado (13 à época da promulgação) e de um losango verde colocado no centro da bandeira, dentro do qual havia estrelas de cor amarela, correspondentes aos municípios do estado.
Durante o Estado Novo, Getúlio Vargas suspendeu o uso de símbolos estaduais, incluindo a bandeira e as armas, através da constituição brasileira de 1937 e do Decreto-lei nº 1.202 de 8 de setembro de 1939. Somente em 29 de outubro de 1953 a lei estadual nº 975, sancionada pelo governador Irineu Bornhausen (regulamentada em 19 de fevereiro de 1954 pelo Decreto nº 605), foi reinstituído a bandeira do estado com um novo desenho. Com a alteração, a bandeira de Santa Catarina passou a ser composta de três faixas horizontais idênticas, sendo as das extremidades vermelhas e a do centro branca; sobre as faixas, um losango verde claro que representa a cor de Santa Catarina de Alexandria, padroeira do estado. 
O artigo 2º daquela lei diz que as armas consistirão em uma estrela branca, anteposta a qual uma águia vista de frente, de asas estendidas, segurará com a garra direita uma chave e com a esquerda uma âncora, encruzadas, ornando-lhe o peito um escudo com o dístico 17 de novembro escrito horizontalmente. Um ramo de trigo ao lado esquerdo e um de café ao lado direito ligados na parte inferior por um laço com as pontas flutuantes, de cor encarnada, que terá o dístico: Estado de Santa Catarina – escrito em letras brancas circundarão a mesma águia sobre o qual se formará o barrete frígio.
Em 2017 os símbolos estaduais foram consolidados por meio da lei nº 17.308, de 6 de novembro de 2017, mantendo o desenho da bandeira e do brasão vigentes até então.

## Descrição
De acordo com o Decreto 605/1954 a bandeira do estado de Santa Catarina é tripartida, com duas listras encarnadas e uma branca, alternadas, nas dimensões de 11 unidades de comprimento por 8 de largura. No centro dela dispõe um paralelogramo em verde claro, cujas pontas distam uma unidade de comprimento das bordas da bandeira. Dentro deste repousam as armas do estado, estando circunscritas em um círculo imaginário de 2,25 unidades de raio, de modo que o cruzamento da chave e da âncora se dê no centro da bandeira. O escudo em forma de estrela das armas se encontra inscrita num círculo, também imaginário, de 1,5 unidades, centrada a 0,375 unidades acima do cruzamento da chave e da âncora.

Folha de construção da bandeira de Santa Catarina

### Simbologia
O barrete frígio simboliza as forças republicanas que regem o estado; o ramo de trigo simboliza a lavoura da terra; o ramo de café simboliza a lavoura do litoral; o escudo contém a data da implantação da República em Santa Catarina em 17 de novembro de 1889; a chave lembra que Santa Catarina é ponto estratégico de Primeira Ordem; a águia representa as forças produtoras.  

## Cores
As cores utilizadas na bandeira não possuem suas tonalidades especificadas em lei. No entanto, o manual de identidade visual do governo do estado especifica as seguintes cores para confecção da logomarca do governo (que é uma versão modificada da bandeira estadual):
| Cor | Nome         | CMYK        | sRGB        | Hexadecimal | Pantone        |
| --- | ------------ | ----------- | ----------- | ----------- | -------------- |
|     | Vermelho     | 0/100/100/0 | 237/28/36   | ED1C24      | 485            |
|     | Verde claro  | 40/0/100/0  | 166/206/57  | A6CE39      | 376            |
|     | Verde escuro | 75/0/100/0  | 61/180/74   | 3DB44A      | 363            |
|     | Amarelo      | 0/100/0/0   | 255/242/0   | #FFF200     | Process Yellow |
|     | Marrom       | 0/100/60/60 | 124/63/0    | 7C3F00      | 4635           |
|     | Preto        | 0/0/0/100   | 35/31/32    | 231f20      | Process Black  |
|     | Branco       | 0/0/0/0     | 255/255/255 | FFFFFF      |                |

## Bandeiras históricas

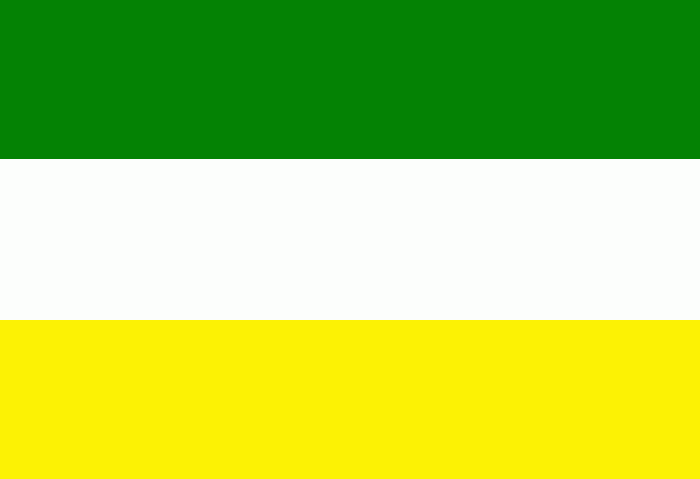
Bandeira da República Juliana (1839).
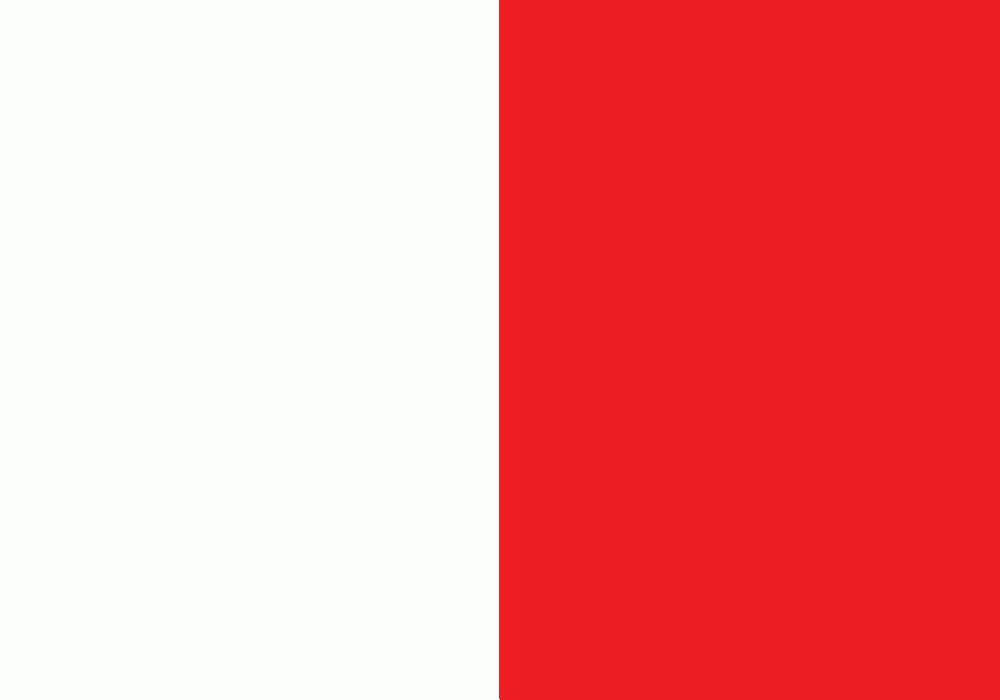
Bandeira da província de Santa Catarina (até 1891).
Bandeira dos catarinenses na Guerra do Contestado (1912-1915).
Possível Segunda Bandeira de Santa Catarina (1937)[10]